# Charles Bolduc
Charles Bolduc est un nouvelliste québécois, né à Québec le 9 septembre 1981. Il a publié deux recueils de nouvelles aux éditions Leméac.

## Œuvres
- Les perruches sont cuites (éditions Leméac, 2006) (recueil de nouvelles)
- Les truites à mains nues (éditions Leméac, 2012) (recueil de nouvelles)

## Nouvelles
- "Un glaçon entre les dents" (dans Nu, dirigé par Stéphane Dompierre, éditions Québec Amérique, 2014)

## Prix littéraires (et principales nominations)
- Mention spéciale au Prix littéraire Adrienne-Choquette (2007), Les perruches sont cuites
- Finaliste au Grand prix littéraire Archambault (2008), Les perruches sont cuites
- Finaliste au Prix du Gouverneur général (2012), Les truites à mains nues
- Récipiendaire du Prix littéraire Adrienne-Choquette (2013), Les truites à mains nues